# Cataratas de Reichenbach
As Cataratas de Reichenbach (em alemão: Reichenbachfall) localizam-se em Meiringen na Suíça. São formadas ao total por sete cascatas consecutivas que atingem 300 metros de altura. A maior queda de água é de 120 metros, formada pela assim chamada alta catarata de Reichenbach (oberster Reichenbachfall) e com isso uma das mais altas cataratas dos Alpes. 
O local ficou famoso internacionalmente através do escritor Arthur Conan Doyle, criador da personagem de ficção Sherlock Holmes. Nas cenas finais da história "The Adventure of the Final Problem", Sherlock Holmes luta contra o vilão Professor Moriarty e ambos caem das Cataratas de Reichenbach.